# Eva Karlsson
Eva Karlsson, née le 21 septembre 1961 à Karlskoga, est une kayakiste suédoise.

## Carrière
Eva Karlsson participe aux Jeux olympiques de 1984 à Los Angeles et remporte la médaille d'argent en K-4 500 M.
Elle est la femme de Thomas Ohlsson.